# Caverna Skhul
Caverna Skhul ou Es-Skhul ( em árabe: السخوللسخول; significa cabrito) é uma caverna pré-histórica situada a cerca de 20 km ao sul da cidade de Haifa, Israel, e cerca de 3 km do Mar Mediterrâneo.

## Sítio arqueológico
O local foi escavado pela primeira vez por Dorothy Garrod durante o verão de 1928. A escavação revelou a primeira evidência da cultura natufiana epipaleolítica tardia, caracterizada pela presença de numerosas ferramentas de micrólito de pedra, sepulturas humanas e ferramentas de pedra moída. Skhul também representa uma área onde os neandertais - possivelmente presentes na região de 200.000 a 45.000 anos atrás - podem ter vivido ao lado desses humanos há 100.000 anos. A caverna também possui camadas do Paleolítico Médio.